# Vital Faliero de Doni
Pour les articles homonymes, voir Doni et Faliero.
Vital Faliero de Doni est le 32e doge de Venise de 1084 à 1095.

## Biographie
Vital Faliero est un membre d'une famille noble de Venise, probablement de Fano. Il devient membre du conseil mineur (un organisme restreint composé de notables que le doge consulte pour les décisions les plus importantes) et il a contribué à la destitution de son prédécesseur en raison de la lourde défaite de la flotte vénitienne contre les Normands. Vital Faliero les bat lors de la bataille de Burinto.
L'empereur d'orient Alexis Ier Comnène concède au doge, le titre de duc de Dalmatie et de Croatie, bien que le roi de Hongrie Ladislas Ier soit devenu aussi roi des Croates. Le doge reçoit le titre de Protosevasto (de proto, premier et sebasto, auguste) et la monnaie vénitienne peut recevoir l'inscription S. Marcus Venecia en plus du nom de l'empereur qui est encore formellement le seigneur de Venise.
Le prestige de la ville est témoigné par la visite de l'empereur Henri IV, à laquelle elle est alliée au cours de la querelle des Investitures contre le pape.
Sous le règne de  Vital Faliero, une importante famine a lieu et Venise subit des tremblements de terre.
Vital Faliero meurt en décembre 1095 et il est enterré dans la basilique Saint-Marc.
Il est le premier doge dont l'image est connue, étant censée être représentée à côté du maître-autel de la basilique Saint-Marc.